# Konrad Behrend Behrens
Hans Konrad (Conrad) Friedrich Wilhelm Behrend Behrens, född 27 januari 1835 i Braunschweig i Tyskland, död 1 februari 1898 i New York i USA, var en svensk operasångare (baryton).
Behrens föddes i Braunschweig i Tyskland, där hans far var präst. Han kom 1854 till Stockholm där han först var verksam som grosshandlare, men utbildade sig samtidigt under Isidor Dannström, Julius Günther och Isak Albert Berg. Han debuterade 1862 på Kungliga teatern som Sarastro i Trollflöjten. Han tillhörde Kungliga teatern fram till sommaren 1870, och började därefter turnera på olika utländska teatrar, med vissa gästföreställningar i Sverige med Madame Trebelli, Ernest Vieuxtemps och Frederic Hymen Cowen under 1876. Under en tid var han knuten till Metropolitan Opera i New York. Bland hans mera kända partier märks Max i Alphyddan, Belcore i Kärleksdrycken, Plumkett i Marta, Wilhelm Tell med flera. Han avled under en turné i New York.
Behrens var sedan 1857 gift med Fanny Ruback.